# Bergshamravägen

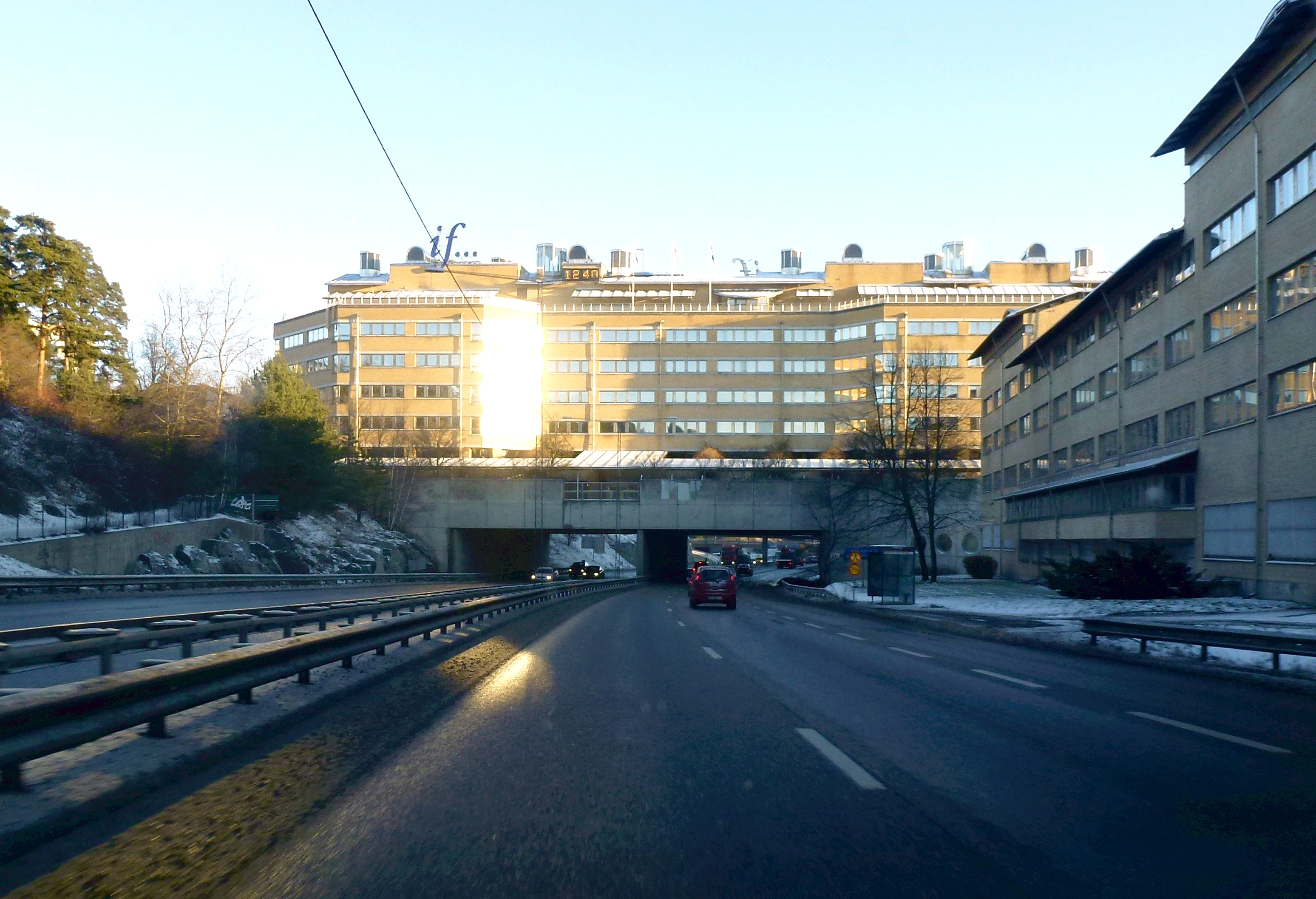
Bergshamraleden österut med Bergshamra bro och if-huset, 2013.

Bergshamravägen, även Bergshamraleden, är en trafikled i Solna kommun. Leden, som anlades på 1960-talet, är en del av E18 och förbindelselänken mellan Roslagsvägen i öst och Uppsalavägen i väst. Fortsättningen mot väst heter Enköpingsvägen. Leden sträcker sig längs Brunnsvikens norra del och är cirka 700 meter lång. Bergshamravägen är ingen motorväg, men den är mötesfri och fyrfilig med några signalreglerade plankorsningar.

## Beskrivning
Namnet härrör från stadsdelen Bergshamra som vägen passerar igenom. Längs Bergshamraleden finns en trafikplats, Trafikplats Kungshamra, som är av- och påfart till och från Bergshamra och bland annat Ulriksdals slott. Åren 1984–1987 uppfördes ett stort kontorshus för Skandia försäkringrar (senare sammanslaget till If Skadeförsäkring) tvärs över Bergshamravägen.
När leden anlades skiljdes Polska udden från Ulriksdals slottsområde och Väntorp samt de tidigare sammanhörande villorna Karlshäll och Jacobsdal förlorade sin kontakt med Brunnsviken. Förbi Brunnsviken sträcker sig en separat gång- och cykelväg längs med leden. Där finns även en gångtunnel in mot norr och slottsområdet.

## Ombyggnadsplaner
Eftersom Berghamraleden går delvis i ett djupt dike utgör den en kraftig barriär mellan den äldre norra och den nyare södra delen av Bergshamra. Sedan flera decennier har en överdäckning av vägen diskuterats. Kostnaderna för ett sådant byggprojekt har hittills ansetts vara för höga. År 2013 har Solna stad aviserat att frågan ska utredas på nytt.

## Bilder

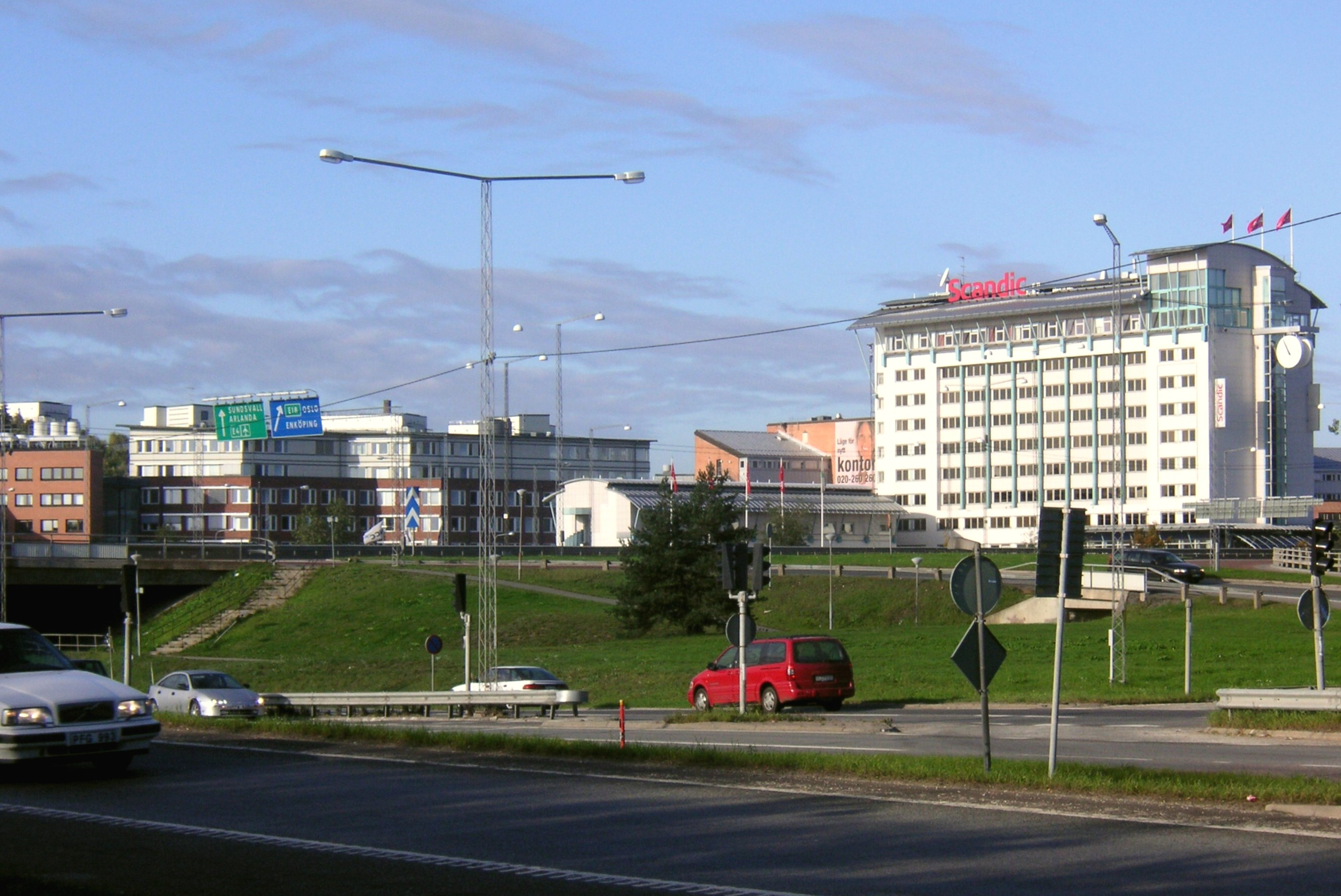
Bergshamraledens korsning med Uppsalavägen, 2006
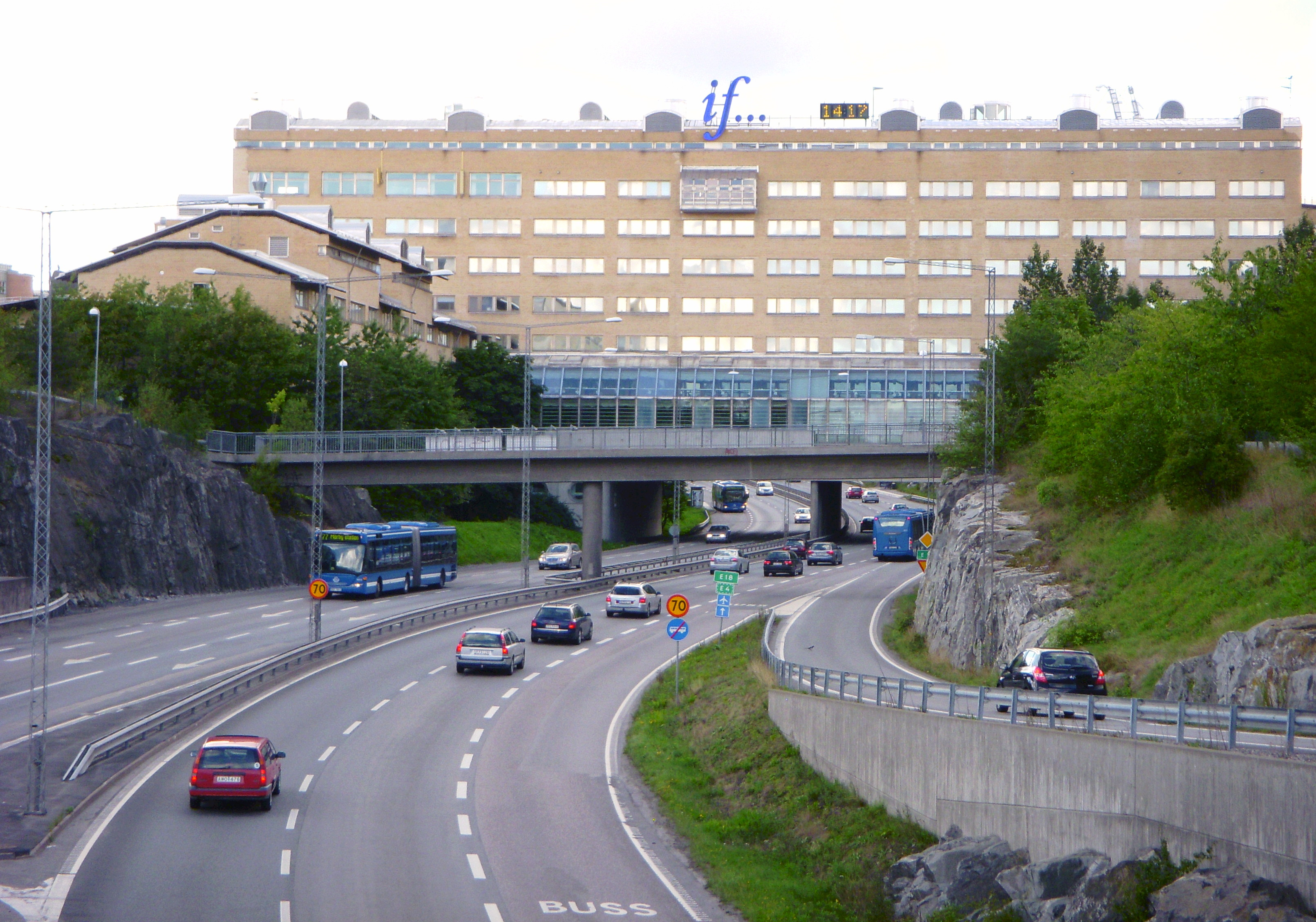
Bergshamraleden västerut med Bergshamra bro och if-huset, 2010
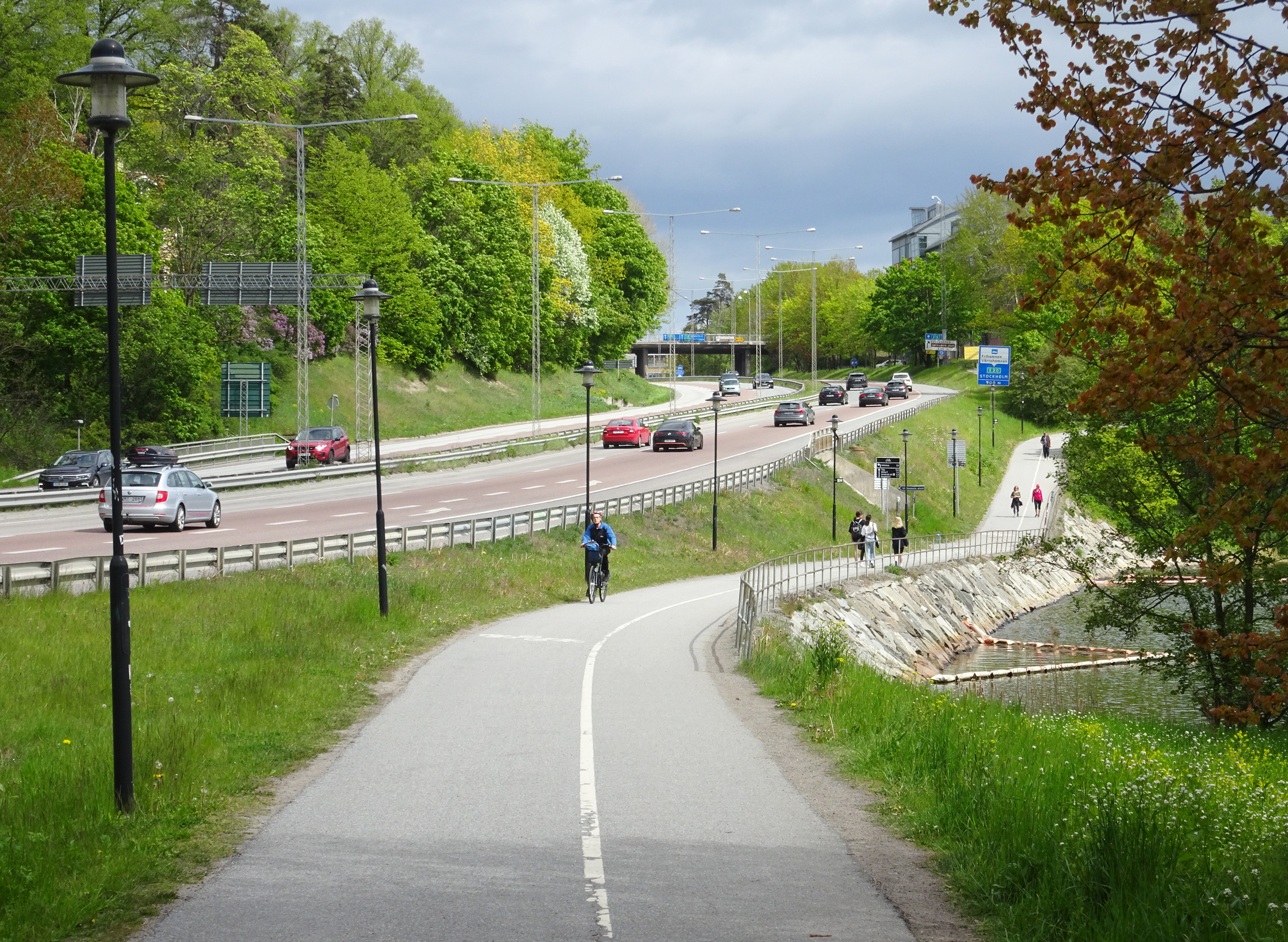
Gång- och cykelväg vid Brunnsviken, vy österut, 2020.
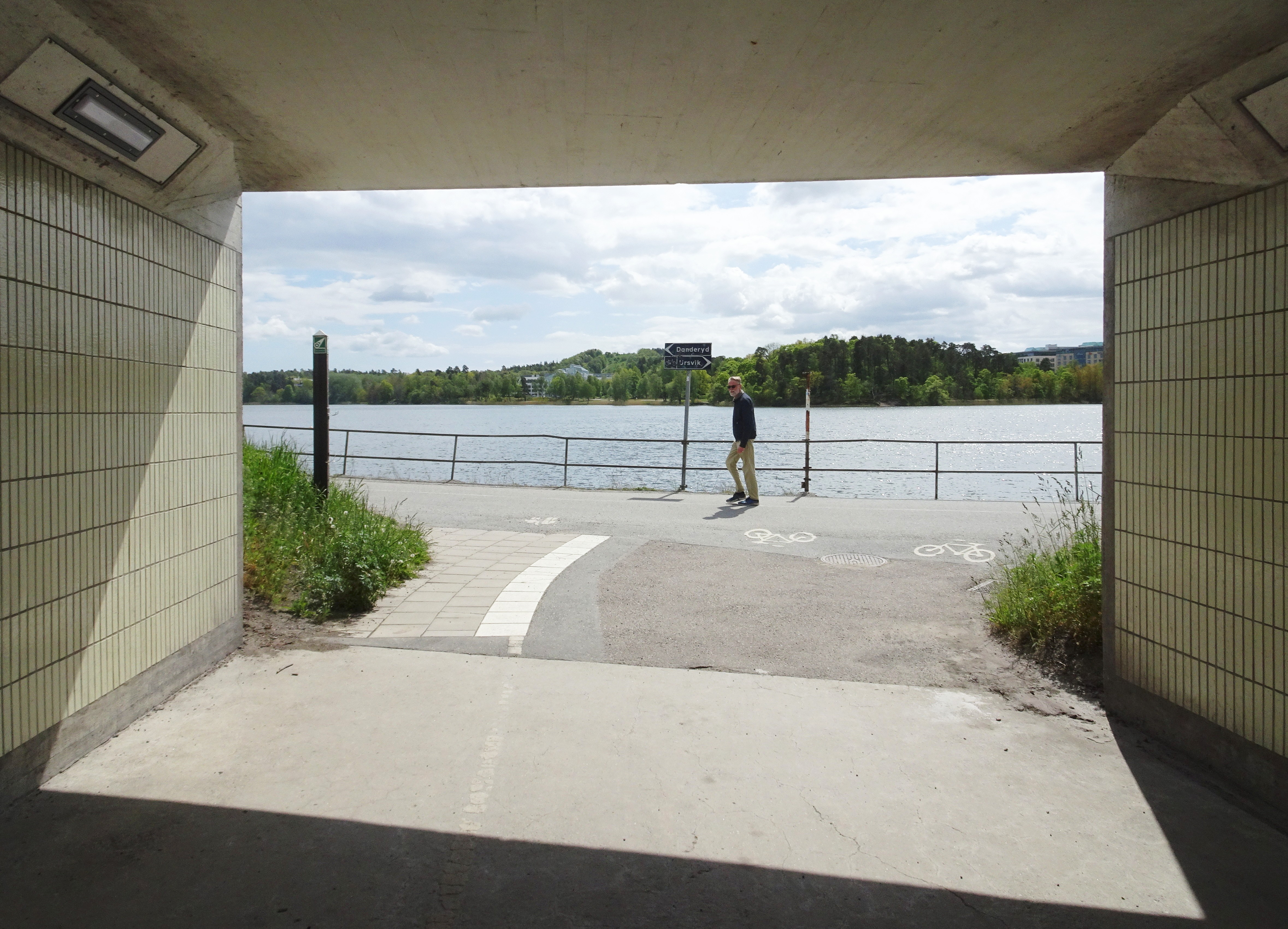
Gångtunneln under Bergshamraleden, vy söderut, 2020.